# Hella Jongerius

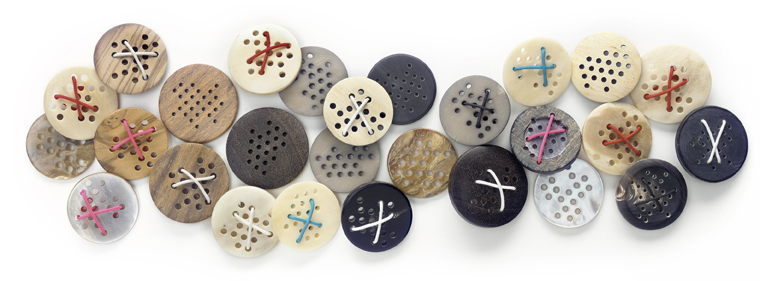
Botones usados por Hella en su sofá Polder.

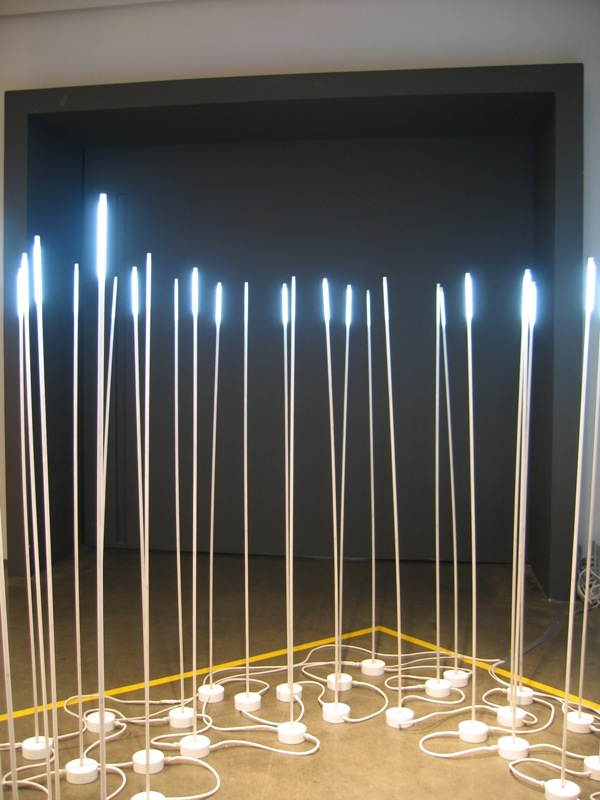
Light installation.

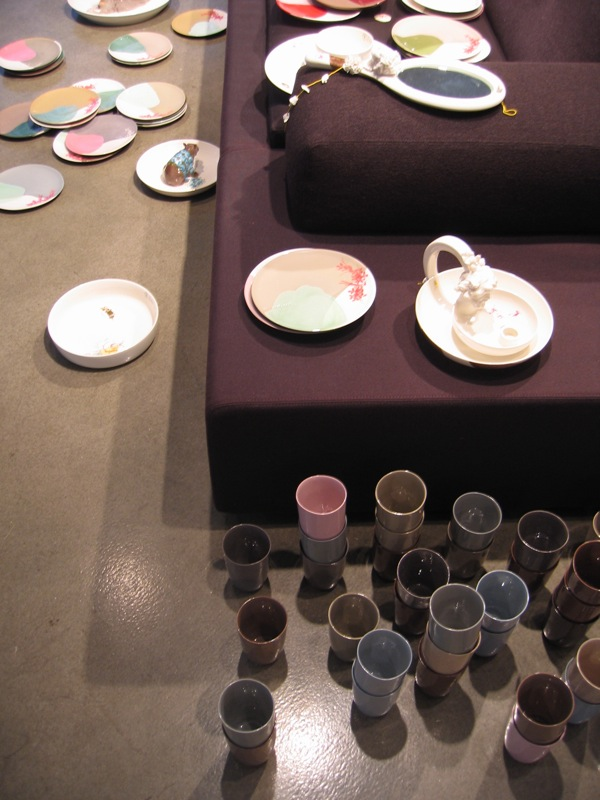
Porcelanas en la Milk Gallery, New York

Hella Jongerius (nacida Wilhelmina Maria Cornelia Jongerius; De Meern, provincia de Utrecht; 30 de mayo de 1963) es una diseñadora industrial neerlandesa.

## Biografía
Ingresó de la Academia de diseño Eindhoven en 1993. Ese mismo año fundó su propio estudio de diseño llamado Jongeriuslab, en Róterdam. En 2008 trasladó su estudio a Berlín. Desde 2012 trabaja para Vitra (Basilea, Suiza) como directora de arte para colores, textiles y superficies.

## Jongeriuslab
Con este estudio, Hella ha trabajado en diseño textil, cerámica y mobiliario. Sus creaciones se caracterizan por combinar lo artesanal y lo industrial, alta y baja tecnología, lo tradicional y también lo contemporáneo. Hizo proyectos para marcas como: Maharam (Nueva York), KLM (Países Bajos), Vitra (Suiza), IKEA (Suecia) y Royal Tichelaar Makkum (Países Bajos).
En 1994, Hella diseñó la serie de jarrones soft urn and soft vase en poliuretano, para Droog Design. Más tarde, en 1998, hizo la colección B-set, vajilla intencionalmente imperfecta producida industrialmente para Royal Tichelaar Makkum. Un año después, Jongerius creó la silla de espuma Kasese y la silla Sheep para Cappellini (Milán). En el año 2002, diseñó el candelabro Crystal frock para Swarovski (Londres) y la serie de tapicería repeat para Maharam (Nueva York). Dos años más tarde, en 2004, creó los platos animal bowls para Nymphenburg Porcelain Manufactory (Múnich, Alemania). En 2005, diseñó el sofá asimétrico polder, icónico de Vitra, así como los jarrones PS Jonsberg para IKEA (Suecia). En el año 2006 volvió a trabajar para Vitra, con la worker chair.

## Postura frente al diseño
Hella piensa que crear algo completamente nuevo no es la única forma de diseñar. Para ella, un cambio de piel puede llevar a que el objeto no sea el mismo. Es por esto que uno de los campos en los que más destaca es el diseño de textiles, y también es la razón por la que actualmente trabaja para el museo Vitra en la creación de una biblioteca de color. Los cambios de patrón, textura y colores cobran gran importancia en su forma de diseñar, pues dan un nuevo significado al producto. Esta diseñadora disfruta explorar nuevos materiales, así como darle un nuevo uso a otros que actualmente se emplean de forma distinta.
A diferencia de la mayoría de diseñadores industriales, Hella no sigue un método riguroso, pues para ella el diseño se va dando en el proceso. También piensa en la experiencia del usuario con el producto, por esto diseñó la cabina de avión de primera clase pensando en reducir la incomodidad que una persona experimenta al permanecer muchas horas seguidas sentada dentro de un avión.

## Publicaciones
- 2003, Hella Jongerius, publicado por Editorial Phaidon
- 2011, Misfits, publicado por Editorial Phaidon[2]

## Exhibiciones
- 1994, Participó en la primera exhibición de Droog Design en el Salón del Mueble de Milán con el Bath Mat (Milán, Italia)
- 1995, Materiales mutantes en el diseño contemporáneo, Museo de Arte Moderno de Nueva York
- 1996, Umbrales en el diseño contemporáneo de Holanda, Museo de arte contemporáneo de Nueva York
- 1996, exhibición Self-Manufacturing Designers, Museo Stedelijk (Ámsterdam, Países Bajos)
- 2001, desarrolla la serie my soft office de mobiliario futurista de oficina para la exhibición Work-spheres del Museo de Arte Moderno de Nueva York
- 2002, Piel: superficie y estructura en el diseño contemporáneo, Museo nacional de diseño Cooper Hewitt (Nueva York)
- 2003, exhibición Solo de sus obras en el Museo de diseño de Londres
- 2005, Ideal house en el Internationale Möbelmesse Köln (Colonia, Alemania)
- 2005, Exhibición SOLO on the shelves en Villa Noailles (Hyeres, Francia)
- 2007, Instalación Inside colours para la exhibición MyHome en el Museo de diseño Vitra(Basilea, Suiza)
- 2010, Taking a Stance una mirada representativa al diseño Holandés, en el Centro Cultural Holandés (Shanghái, China)
- 2010, Exhibición SOLO Misfit, Museo Bojimans van Beuningen[2]